# كابا
كبا (باليونانية:κάππα) هو الحرف العاشر من الأبجدية الإغريقية, يأخذ الحرف شكلين الكبير (Κ) والصغير (κ أو ϰ)).